# HipHopDX
HipHopDX è una rivista statunitense che si occupa di musica e cultura hip hop.
Nel 2012 ha ottenuto una candidatura come miglior sito web hip hop ai BET Hip Hop Awards e a settembre 2020 la pubblicazione è stata acquistata dalla Warner.